# RiAnimeX

## RiječkiAnime Centar - RiAnimeX
RiAnimeX nastao je prije otprilike pola godine kao konkurencija novonastajućim manganime udrugama koje nastaju kroz cijelu Hrvatsku, i zauzeo svoje mjesto uz trenutno postojeće MAMA u Zagrebu i Nippon u Osijeku. Kako je ova anime udruga još u nastanku trenutno su joj planovi povećanje broja članova, započinjanje s redovnim anime projekcijama, a možda i tečajevima crtanja mangi, tečajevima japanskog i sl.
Vijesti se na ovom portalu osvježavaju dnevno ili dvodnevno, a baza downloada, kao i linkova se malo po malo puni.
Također, uz obične članove RiAnimeX-a postoje i VIP članovi kojima je omogućena besplatna distribucija anime. 
RiAnimeX još nema svoje prostorije, no nadamo se da će one ubrzo biti dostupne za okupljanja članova, projekcije animea i sl. Također, RiAnimeX će održavati višednevna okupljanja anime fanova na državnoj razini koja će uključitivati projekcije, tečajeve crtanja i japanskog jezika, natjecanja u raznim igrama i partyje. 
Ovo su samo neki od planova koji bi se trebali realizirati kroz koji mjesec, a više toga bit će uskoro objavljeno.

## Poveznice
- RiAnimeX portal  Arhivirana inačica izvorne stranice od 13. veljače 2008. (Wayback Machine)